# Jacques Demarcq
Jacques Demarcq, né en 1946 près de Compiègne, est un poète et un traducteur français.

## Biographie
Jacques Demarcq est né en 1946 dans la périphérie de Compiègne, dont le nom même, à l’occasion, engendrera dans sa poésie, par le moyen de la paronomase et de l’étymologie (vraie ou fausse), une série de variations à la fois cocasses et signifiantes. Exemple : « … qu’honte baigne où-t’es-né », « … con piège où-t’es-né », « … Compiègne où-t’es–né ». La région du Valois, où se situe Compiègne, fut une région chère à Gérard de Nerval, Jacques Demarcq s’est plu à le rappeler : « Longtemps », écrit-il , « j’ai cru que me liait à Nerval un paysage qui a été celui de mon adolescence puis de ma jeunesse : la forêt de Compiègne (…). Les récits de Nerval m’y ramenaient, m’apprenaient à apprivoiser un paysage qui m’était familier sans que je me sente lui appartenir : j’étais un citadin par les grands parents, oncle et tante, qui m’ont élevé. (…) Rien de raisonnable ne lie mon destin à Nerval (…) sinon ses textes…» Si en effet le souvenir de Nerval et du Valois est présent dans plusieurs textes de Jacques Demarcq, par exemple dans le livret de l’opéra L’Air de l’eau, cela ne fait pas de lui un poète du terroir ni un nostalgique de ses années d’enfance : « Couper court à la cruauté des filiations, voilà son souci à Jacques Demarcq,  et tout reprendre à zéro  — échapper une bonne fois à l'horreur généalogique », écrit Alain Frontier. Jacques Demarcq ne descend que des textes qu’il a lus.
Ayant suivi un cursus de lettres modernes à la Sorbonne  et à l'université d'Amiens, Jacques Demarcq est quelque temps professeur de lettres au lycée de Compiègne, puis il travaille successivement dans plusieurs organismes à vocation culturelle : Maison de la Culture d’Amiens ; Fonds régional d’art contemporain (FRAC) de Picardie, où il fut membre du comité d’achat ; Fondation Royaumont, Centre Georges-Pompidou ; France Culture, etc. À partir de 1993, il enseigne à l’École des beaux-arts de Saint-Étienne (3e cycle design), puis à l’École des arts décoratifs de Strasbourg, où il dirige, de 2000 à 2006, le département design.
Il est l’auteur d’une quinzaine de livres de poésie ou de fiction, d’un grand nombre de traductions de poètes étrangers, et s’est fait connaître par ses lectures publiques.
Dès 1978, il se lie d’amitié avec le poète Christian Prigent et avec les écrivains ou artistes qui gravitent, de près ou de loin, autour de la revue TXT : Jean-Pierre Verheggen, Claude Minière, Éric Clémens, Denis Roche, Valère Novarina, Pierre Le Pillouër, les peintres Philippe Boutibonnes, Jean-Marc Chevallier, Bernadette Février... Lui-même fera partie du collectif de la revue jusqu’en 1985.
Sa rencontre avec les animateurs de la revue Tartalacrème, Alain Frontier et Marie-Hélène Dhénin, a lieu à la Maison de la culture d'Amiens le 26 janvier 1980 Jacques Demarcq devient alors un collaborateur régulier de cette revue. Dès le no 11 d’octobre 1980, sa rubrique Échos Risées ouvre, écrit Pierre Le Pillouër « un débat privé sur l’à quoi bon de ces petites revues… Grâce à l’impertinence de ce sagace styliste, dont la patte d’ours cache la profonde générosité, cette rubrique étendra considérablement l’aire de Commerce. » Enfin il enrichit le sommaire de la revue en y introduisant de nouveaux auteurs, notamment le poète Jean-Luc Lavrille.

## Les Zozios
En 2008, Jacques Demarcq publie son œuvre majeure : Les Zozios, un livre de poésie qui ne comporte pas moins de 344 pages, et qui est le fruit du travail de plus de vingt années. La quatrième page de couverture présente l’auteur comme un « traducteur d’oiseaux et de littérature… Il fallait trouver une échappatoire à l’anthropocentrisme régnangnant. Pourquoi pas les oiseaux ? La légèreté de leur intelligence face aux événements, leur refus de croire au ciel qu’ils connaissent trop, et ce manque d’entêtement qui les fait ne pas tenir en place, en page, en cage… ». L’Index avium qui clôt le volume énumère les noms de quelque 260 variétés d’oiseaux, dont Jacques Demarcq déclare avoir écouté et « traduit » le chant. Exemple : « teck-trui : fruit sec, l’bec tari ! mec / instruis-ti / c’t-à-dire : imituitive ! tihouiti / tu copépies n’importe cui-cui en simili-mélo / ça rémotive les airs mollis… »
Le soin apporté à la typographie et à la mise en page fait également des Zozios, parallèlement à sa dimension sonore, un exemple de poésie visuelle ou de poésie typographique, ce qui fait dire à Alain Frontier quand il rend compte de cet ouvrage : « On pourrait d'abord y aller à vue d'œil - avant même d'avoir écouté le texte (et a fortiori le disque qui l'accompagne). Je m'explique : la plupart des gens s'imaginent que Jacques Demarcq est une espèce de poète sonore - à cause du rebond des sons, à cause des trilles et des crases, des roucoulements et des roulades, à cause des glissades, des échos, à cause aussi des nombreuses lectures publiques de l'auteur et de la qualité de ses performances scéniques. Ce n'est pas tout à fait exact. Jacques Demarcq, avant toute chose, est un écrivant (même si la plume - ou le pinceau ? - joliment crisse et chante sur le papier). » Et Florence Trocmé : « … C’est une somme d’érudition, ornithologique certes, mais surtout littéraire et poétique (…), puisque se croisent ici non seulement moult espèces avicoles mais un autre genre d’oiseaux, j’ai nommé les poètes(…). L’ornitho pas logue emmène son lecteur dans sa bibliothèque (voire ses estampes chinoises ?) et se lance dans des « à la manière de » ébouriffants : on vole de Lascaux à Verlaine, de Catulle à Dante, on se pose chez Dotremont ou Denis Roche, chaque poème titré le ou la suivi du nom de l’écrivain comme d’un nom… d’oiseau :  le luca, il zanzotto ou l’heidsieck… »

## Le conteur
Dans Les Zozios comme dans ses autres ouvrages, volontiers la prose alterne avec le chant. Car Jacques Demarcq est aussi un conteur — un « conteur nègre », pour reprendre le mot d’un de ses commentateurs, c'est-à-dire un griot, qui aime s’entourer d’un cercle d’auditeurs pour leur parler, par exemple, de « la tribu des Ouichs », lesquels vivent « nus, à quelques plumes près, sur un vaste plateau de steppe tropicale… », et « croient leurs dons exceptionnels étroitement liés à la langue qu’ils ont inventée. Ils courent plus vite qu’une gazèbre (…) ; sautent aussi haut qu’un ailééphant plane : avec ses oreilles… »
Son goût pour ce métier lui fait même reprendre à son compte — et à sa manière —  les antiques récits de la Bible : « Au commencement il n’était pas encore une fois si moi ni loi. Tout était tohu bohu tordu fondu en un nu continu. Deux non advenu, tout allait bien sans attendre demain… » etc.

## Publications (poésie et fiction)

### Le cycle desZozios
- L’Air de l’eau, un opéra » (illustré par Colette Deblé), Paris, éditions Jean-Michel Place, 1985.
- Le Tremlett Strasbourg, éditions La Chaufferie, 1998.
- Chin Oise Ries  (dessins de Daniel Schlier), Beauvais : éditions G&g, 2000.
- Contes z’à diction, Chambéry, éditions Comp’Act, 2002.
- Hors-Sol (avec Dominique Meens), éditions Comp’Act, collection La Polygraphe, 2004.
- Rimbaud x 9, éditions Elne : Voix, Vents contraires, 2005.
- Les Zozios (avec CD 58 min, « Coup de cœur » de l’Académie Charles-Cros) Editions NOUS, 2008
- La Vie volatile, Nantes : éditions des Chantiers navals, 2008.
- Nervaliennes, Paris : éditions Corti, 2010.

### Le cycle d’«Avant-taire»
- Une Chanson, Rome, Muro Torto, 1979.
- Derniers Sonnets, Paris : Carte Blanche, 1983.
- La Danse du dos, Xonrupt-Longemer, Æncrages & C°, 1988.
- Si ma tante, Rennes : Wigwam, 2009.
- Avant-taire, roman en vers, Caen, éditions NOUS, 2013.

### Autres
- Portrait présumé (lithos de Marc Charpin), Asnières/Oise, éditions de Royaumont, 1998.
- Au lit, woupp ! Hollywood, Paris, éditions Au ﬁguré, 1999.
- Folle Genèse, Romainville, éditions Passage d’encres, 2008.
- Infolao, Romainville, éditions Passage d’encres, 2010.
- Dictons d’émoi, Merville, éditions Du soir au matin, 2012.
- Suite Apollinaire,  éditions Plaine page, 2017

### En tant que préfacier
67 compressions suivi de petite suite racine,  Jean Renaud, postface de Jacques Demarcq, éditions Unicité, collection "Eléphant blanc", 2023.

### Traductions
- William Carlos Williams, L’Éléphant de mer, Rome, éditions Carte Blanche, 1981.
- E. E. Cummings, 95 Poèmes, avec une préface, Paris, éditions Flammarion, 1983; réédité aux éditions du Seuil, collection Point/Poésie, 2006.
- David Antin, Poèmes parlés (avec J. Darras, D. Dormoy, J. Roubaud), éditions de Royaumont, 1984.
- Valentino Zeichen, Poésies d’abordage (avec la collaboration d’Adriana Pilia), éditions Royaumont, 1989.
- Milo De Angelis, Ce que je raconte aux chaises (avec une préface Adriana Pilia), éditions de Royaumont, 1989.
- Andrea Zanzotto, les pâques (avec A. Pilia, tr, et préface de Christian Prigent), Editions NOUS, 1999  (ISBN 2-913549-00-4) ; réédition augmentée de les regards les faits et senhal (avec une postface), Editions NOUS, 2004
- E. E. Cummings, La Guerre, Impressions (avec une postface), Gérardmer, éditions Æncrages, 2001.
- E. E. Cummings, je: six inconférences (avec une postface), Sauve, éditions Clémence Hiver, 2001.
- E. E. Cummings, Contes de fées, 16 Poèmes enfantins (postface, gouaches de Macha Poynder), Sauve, éditions Clémence Hiver, 2002 (prix du Petit Gaillon 2003).
- Gertrude Stein, Tendres Boutons, Editions NOUS, 2005
- E. E. Cummings, Portraits I (avec une postface), Baume-les-Dames, éditions Æncrages, 2007.
- E. E. Cummings, font 5 (tr. et postface), Editions NOUS, 2011   (ISBN 978-2-913549-56-2)
- E. E. Cummings, No Thanks (tr. et postface), Editions NOUS, 2011   (ISBN 978-2-913549-60-9)
- Gertrude Stein, Portraits singuliers, Paris, éditions RMN, 2011.
- Jonah Winter, Gertrude est Gertrude est Gertrude, Paris, éditions RMN, 2011.
- E. E. Cummings, Érotiques (avec une postface), Paris : Seghers, 2012.
- E. E. Cummings, 1 X 1 (avec une postface), Toulon, La Nerthe, 2013
- Jonathan Williams, Portraits d'Amérique (introduction de Rachel Stella), Caen, éd. NOUS, nov. 2013.

## Art etdesign

### Livres
- L’Art, la ferme, Saint-Michel en Thiérache : éditions Saint-Michel, 1987.
- Des Abbayes, la Révolution, (direction avec Bernard Plongeron), Saint-Michel en Thiérache : éditions Saint-Michel 1989.
- Dessin d’une collection, Amiens, Saint-Michel en Thiérache : éditions Saint-Michel de la Frac-Picardie, 1991.
- Design designS, une journée dans la vie des objets (direction), Strasbourg, Saint-Michel en Thiérache, éditions Saint-Michel ESAD, 2003.

### Collaboration à des publications collectives
- ‘Questo giovanne punto interrogativo’ E. E. Cummings, in Poesia totale, 1897-1997, Mantoue, Parise, 1998, volume I, p. 267-271.
- L’espace de la page, entre vide et plein, in Naissance des écritures : la page, BnF, 1999, p. 65-103, et La relation texte-image, p. 163-187.
- La foudre, Mademoiselle, in Une œuvre de Hubert Duprat , Marseille, éditions Muntaner, 2008, p. 13-20.

### Principales traductions
- Giulio Carlo Argan, Les Collages de Magnelli , Paris, Centre Pompidou, 1986.
- Ezio Manzini, La Matière de l’invention, Paris, Centre Pompidou, 1989.
- Lance Knobel,  Design intérieur international, Paris, éditions Hazan, 1989.
- Frank O. Gehry, Projets en Europe, Centre Pompidou, 1991.
- Paolo Galluzi, Les Ingénieurs de la Renaissance, de Brunelleschi à Léonard de Vinci, Florence, éditions Giunti, 1995.
- Isabella Rossellini, Looking at me, Paris, édition du Collectionneur, 2002.
- Barbara Rose, Rauschenberg, on and off the wall, Nice, éditions Mamac, 2005.
- Barbara Rose, L’Art après la ﬁn de l’art, Paris, Galerie Ropac, 2008.

## Pour approfondir